# Carl Achatz
Carl Anton Achatz (* 1. September 1901 in Wien, Österreich-Ungarn; † 11. Januar 1974 in Stockholm, Schweden) war ein schwedischer Flötist und Dirigent österreichischer Herkunft.

## Leben
Carl Achatz wuchs ihn Wien auf. Er war 1913 an der Wiener Musikakademie Schüler von Ary van Leeuwen. Ab 1920 war er Erster Flötist im Kungliga Filharmoniska Orkestern. 1927 wurde er schwedischer Staatsbürger. 1940 bis 1942 hatte er einen Kriegsvertrag bei der Wiener Staatsoper. Für ihn wurde eine dritte Soloflötistenstelle während des Krieges geschaffen. Zuvor spielte er am 31. August 1940 bei Wilhelm Furtwängler und Hans Knappertsbusch vor. Am 1. September spielte er bei einer Vorstellung der Zauberflöte und nach einem Probespiel am 3. September 1942 wurde er nach Zustimmung der Bläsersolisten des Orchesters mit dem Vertrag ausgestattet. 1942 ging er zu den Berliner Philharmonikern unter Furtwängler. 1944 kehrte er aus Berlin nach Stockholm zurück. Diesmal zur  Königlichen Hofkapelle (Kungliga Hovkapellet) an der Königlichen Oper. 1954 wechselte er wieder als Soloflötist zum Königlichen Philharmonischen Orchester Stockholm. Am 19. Mai 1960 wurde er in die Königlich Schwedische Musikakademie aufgenommen. Er war Mitglied der Internationale Gesellschaft für Neue Musik und der Organisation Fylkingen.
Achatz ist Vater des Pianisten Dag Achatz (* 1942) und der Choreographin Susanne Valentin. Ab 1955 war er mit der schwedischen Malerin Eléna Michéew (1899–1972), später Elena Arturowna Achatz, verheiratet.

## Rezeption
Im Schwedischen Nationalmuseum befindet sich ein Gemälde des Flötisten Carl Achatz der schwedischen Malerin Eva Bagge (1871–1964).